# Capileira
Capileira è un comune spagnolo di 557 abitanti situato nella comunità autonoma dell'Andalusia.

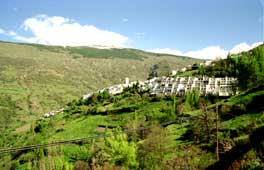
Capileira